# Susan Boyle
Susan Margaret Boyle (Blackburn, 1 de abril de 1961) é uma cantora escocesa que se tornou célebre por sua participação no programa de calouros britânico, Britain's Got Talent, transmitido pela rede de televisão britânica ITV. A audição de Susan para o programa, cantando a canção "I dreamed a dream" do musical Les Miserables em 11 de abril de 2009, foi um sucesso na Internet, e divulgou sua imagem rapidamente. Susan acabou o programa em segundo lugar, atrás do grupo de dança Diversity.
Antes de cantar na audição, tanto os jurados quanto o público demonstraram desconfiança por sua aparência desleixada e comportamento inseguro. Em resposta, após a surpreendente apresentação ela foi ovacionada pelo auditório e pelos juízes, que aplaudiram de pé. A audição ocorreu em janeiro de 2009 no Auditório Clyde de Glasgow, Escócia. O contraste de sua performance com a primeira impressão dada gerou repercussão global. Artigos sobre ela apareceram em jornais de todo o mundo, enquanto vídeos hospedados na internet com sua apresentação bateram recordes.
Um dos anfitriões do programa, Simon Cowell, assinou um contrato com a cantora através do selo Sony Music. Além disso, ele também planeja fazer um filme sobre a história dela, sendo este, porém, mais focado no desejo dela de participar do programa. A atriz Demi Moore estaria cotada para viver Susan. Após sua aparição no programa, apareceram na Internet vídeos com apresentações antigas da cantora, uma delas na qual Susan cantou a canção "Cry Me a River", foi assistida mais de 100 milhões de vezes no You Tube.
O álbum de estreia de Susan, I Dreamed a Dream, foi lançado em 23 de novembro de 2009 e em apenas um mês atingiu o título de álbum mais vendido do ano, com vendas que já superam 10 milhões de cópias ao redor do mundo. O segundo álbum da cantora, The Gift, foi lançado em 8 de novembro de 2010. Em setembro de 2010 Susan foi oficialmente reconhecida pelo Guinness World Records por seus feitos na indústria fonográfica britânica, sendo a mulher com o álbum de estreia mais bem sucedido e o álbum que mais vendeu na primeira semana, além de ser a mulher mais velha com uma álbum do topo das paradas do Reino Unido, e em 26 de janeiro de 2011 foi reconhecido que Susan havia vendido mais de 14 milhões de CDs no mundo em apenas dois anos.

## Biografia pessoal
Susan é filha de Patrick Boyle, um vendedor da fábrica British Leyland de Bathgate, e Bridget Boyle, uma dactilógrafa, ambos imigrantes irlandeses. A mais nova de três irmãos e seis irmãs, Susan nasceu quando sua mãe tinha 47 anos; o parto foi difícil e Susan chegou a ficar sem oxigênio por alguns minutos, resultando em sequelas mentais e em dificuldades de aprendizagem.
Susan disse ter sido vítima de bullying (violência escolar) durante a infância, tendo sido apelidada de "Susie Simple" na escola. Em entrevista ao Britain's News of the World, Susan Boyle confessou que quis se suicidar quando era adolescente:
| “ | Quando eu tinha 17 anos, realmente pensei em acabar com tudo de vez e tirar a minha própria vida. Era tudo psicológico, eu estava muito machucada (...) No meu caso, um grupo de garotas simplesmente não me deixava em paz, passavam o dia todo falando coisas desprezíveis a meu respeito. Esse bullying emocional é o pior de todos | ” |

Após concluir os estudos, sem muitas referências, Susan foi trabalhar na cozinha de sua antiga escola; além disso, ela passou a integrar grupos de ajuda e a participar de projetos sociais do governo. Ela também foi voluntária na igreja de Blackburn, visitando doentes em suas casas.
O pai de Susan morreu nos anos 90, e seus irmãos partiram de casa, ficando para ela a responsabilidade de cuidar sozinha da mãe, que morreu em 2007, aos 91 anos. Susan continuou a viver na casa de quatro cômodos da família, junto ao seu gato Pebbles. A mãe fora uma incentivadora da carreira musical da filha, tendo Susan vencido inúmeros concursos locais de canto, e insistiu para que ela concorresse no Britain's Got Talent, afirmando que deveria correr o risco de cantar para um grande público em vez da igreja católica local. Susan disse que após a morte de Bridget, ela levou mais de três dias para contactar uma de suas irmãs, que não atendia nem a porta nem ao telefone.
Susan afirma nunca ter sido casada, e antes do programa também nunca havia sido beijada.
Em 2012 Susan disse ter sido diagnosticada com a síndrome de Asperger, porém a revelação só veio um ano depois.
Em dezembro de 2014, Susan Boyle revelou que, aos 53 anos, está a namorar pela primeira vez com um médico americano que tem uma idade próxima à sua.

## Carreira musical

### Formação e primeiras gravações
Susan sempre gostou de ir ao teatro para assistir cantores profissionais, e durante um tempo teve aulas de música com o escocês Fred O'Neil; Susan também estudou no Edimburgh Acting School e participou algumas vezes do Edinburgh Fringe, um festival de música de Edimburgo. Susan também participou do programa britânico My Kind of People, de Michael Barrymore, que fez seleção no Braehead Shopping Centre em Glasgou, mas ela declarou ter ficado muito nervosa para se sair bem.
O'Neil, o professor de Susan, afirmou que Susan abandonou uma audição para o programa The X Factor, de Simon Cowell, porque ela acreditava que as pessoas seriam selecionadas pela sua aparência, o mesmo motivo que quase a fez largar o Britain's Got Talent; Susan disse ter recebido uma ligação da assessoria do programa, que disse que o show era para pessoas jovens, O'Neil teve de convencê-la a participar.
Em 1999, Susan gravou uma versão da canção "Cry Me a River" para um CD de caridade da escola de Whitburn, West Lothian. Esta gravação foi lançada na web na semana seguinte a sua aparição na televisão e despertou elogios de crítica, como o do New York Post escrevendo que Susan não é apenas cantora de uma única música, ele prosseguiu afirmando que a importância do CD é tamanha que as mil cópias produzidas irão disparar de valor pelo caráter de obra de colecionador. Outros periódicos ressaltaram também de maneira positiva o desempenho da cantora: A revista Hello! constatou que a gravação demonstra o talento incrível da cantora, chegando a confirmar a interpretação como a de uma nova estrela da música.
Uma versão provisória de Cry Me a River e outra de Killing Me Softly with His Song, que Susan preparou para enviar às estações de televisão e rádio quando houvesse concursos de música, foram descobertas. Ela havia dado cópias a um número restrito de amigos, essas versões foram lançadas no You Tube e já foram assistidas mais de 100 milhões de vezes.

### Participação noBritain's Got Talent
Em agosto de 2008 Susan tomou conhecimento de que o Britain's Got Talent realizaria seleções, ela se inscreveu e foi convocada para a audição, que ocorreu em Glasgow em janeiro de 2009 e foi ao ar em 11 de abril de 2009. Ela cantou a canção "I Dreamed a Dream" do musical Os miseráveis na fase preliminar, que foi assistida por mais de 10 milhões de espectadores. Esta interpretação foi amplamente divulgada, e mais de 100 milhões de pessoas já assistiram ao seu vídeo mais popular do Youtube. A reação do público teria sido algo surpreendente na visão da cantora Consciente de que o auditório do Britain's Got Talent não se impressionaria com sua aparência, ela rejeitou se produzir:
| “ | Eu sabia o que eles estavam pensando, mas por que isto me preocuparia se eu sei cantar? Não é um concurso de beleza. | ” |

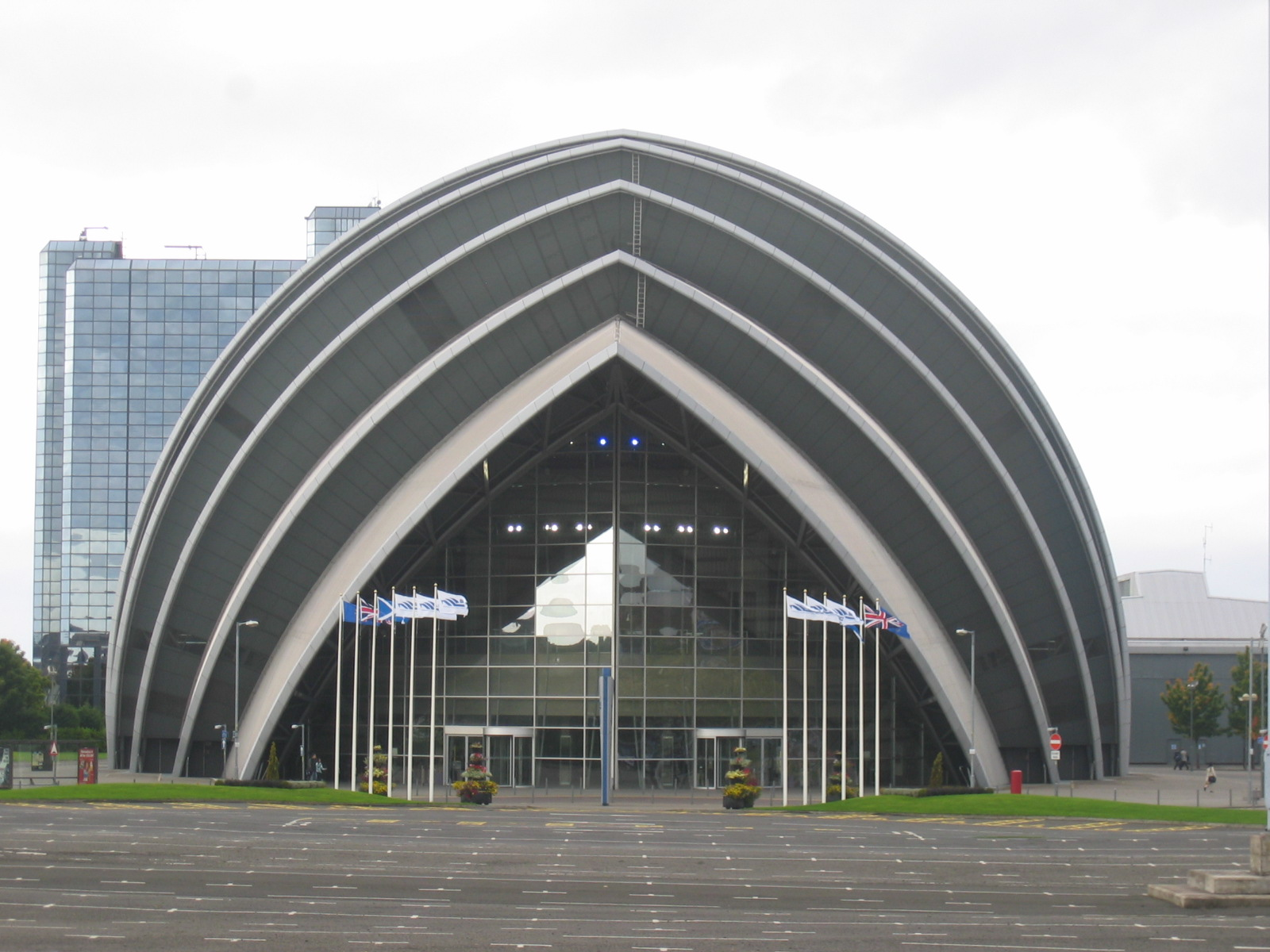
O Auditório Clyde de Glasgow, onde Susan realizou sua audição para o programa.

Aprovada para a semifinal, Susan cantou Memory, do musical Cats da Broadway e foi vencedora pelo voto popular, em uma apresentação exibida em 24 de junho. Desta vez estava com a aparência mais cuidada, com roupas melhores e maquiagem. Chegando à final do programa repetiu a música que a consagrou, I Dreamed a Dream, e ficou em segundo lugar na disputa, perdendo para um grupo de dança de rua chamado Diversity. Houve um erro na indicação do número de telefone que lhe daria votos em alguns vídeos postados no Youtube, o que poderia ter transferido votos para seus concorrentes, gerando a dúvida de que o incidente poderia ter causado sua derrota.
A final, ocorrida em 30 de maio, teve audiência recorde de quase 18 milhões de espectadores. Após perder o programa, Susan se mostrou agressiva com a equipe técnica, chegando a atirar um copo d'água em um dos produtores. Ao chegar ao seu hotel, em Londres, o gerente chamou uma ambulância e os médicos encaminharam Susan para o The Priory, uma clínica psiquiátrica local.
Susan ficou internada quatro dias, período na qual recebeu a visita dos jurados do programa e várias cartas de fãs; o primeiro-ministro britânico Gordon Brown chegou a declarar publicamente que estava torcendo para ela se recuperar. Durante a estadia de Susan na clínica, a produção do programa organizou uma turnê com os finalistas do programa; Susan recebeu alta a tempo de participar da turnê que começou pela Arena de Birmingham, na Inglaterra, em 12 de junho de 2009. O último show ocorreu em Bournemouth, Inglaterra, em 5 de julho. A cantora participou da maioria dos shows, mas desfalcou as datas de Manchester, Liverpool, Newcastle e Cardiff por orientação médica.

### Carreira após o programa
Após o fim da turnê britânica, Susan se mudou para os Estados Unidos e assinou um contrato com a Sony Music através de Simon Cowell. O álbum recebeu o título de I Dreamed a Dream, e em 4 de setembro, o álbum foi posto em pré-venda no website Amazon.com e se tornou o álbum mais comprado, superando Whitney Houston com seu CD de retorno a carreira musical, e os Beatles com várias coletâneas especiais. O lançamento oficial ocorreu em 23 de novembro de 2009 e em apenas seis semanas de vendas havia ultrapassado a marca de 8 milhões de cópias vendidas, se tornado o álbum mais bem sucedido mundialmente desde 1991. Para promocionar o álbum, Susan não realizou nenhum show próprio, mas se apresentou em vários programas de TV famosos, como The Oprah Winfrey Show, o Today Show, com uma apresentação especial em Nova Iorque, e também cantou com sua ídolo, Elaine Paige, em um especial na TV.
Em 9 de julho de 2010 Susan anunciou que seu novo álbum se intitularia The Gift  e o lançamento ocorreu em 29 de novembro de 2010; o CD contém um dueto com um cantor que Susan encontrou através de um concurso online, na qual vários cantores deveriam mandar para Susan suas versões de "Silent Night", e o vencedor cantaria com ela no CD. A vencedora foi Amber Stassi, uma paramédica de 33 anos da cidade de Brewerton, nos Estados Unidos; as duas cantaram "Do You Hear What I Hear?", de Gloria Shayne Baker.
The Gift estreou no topo da UK Albums Chart, da Dutch Albums Chart e da New Zealand Albums Chart, além da Billboard 200, pela venda de 318 mil cópias em sua primeira semana nos Estados Unidos; manteve a posição na semana seguinte, com 335 mil cópias, um aumento de 5% em relação à semana anterior. Até agora, já foram mais de 5 milhões de cópias vendidas no mundo todo, promovido com uma série de shows especiais em vários países.
Em 31 de agosto de 2011, Susan se apresentou no programa de TV estadunidense USA's Got Talent, cantando "You Have To Be Ther", da banda sueca ABBA, e anunciou seu terceiro álbum, Someone to Watch Over Me, para 1 de novembro de 2011.

## Impacto na mídia

### Jornais e televisão
Vários jornais britânicos publicaram artigos sobre a performance de Susan e a repercussão da cobertura via Internet. O jornalista do The Sun batizou-a de "Paula Potts" em referência ao ganhador anterior do programa que surgiu nas mesmas circunstâncias, Paul Potts. Os meios de comunicação internacionais também destacaram sua história, ela foi notícia em vários países incluindo Brasil, China, Portugal, Alemanha, Coreia do Sul, Austrália, Holanda, Arábia Saudita, Bélgica, Japão, Vietnã, dentre outros.
Em decorrência de sua apresentação no Britain's Got Talent, Susan foi convidada do The Five Thirty Show. além de ter sido entrevistada via satélite no Early Show da CBS, no Good Morning America da ABC e no Today da NBC; ela também concedeu uma entrevista para Oprah Winfrey em maio.
Ela também foi entrevistada via satélite no Larry King Live da CNN durante a presença de Ashton Kutcher, que a tinha assistido junto de sua esposa, a atriz Demi Moore. Susan cantou a cappella uma versão de "My Heart Will Go On" para Larry King. Outro jurado do Britain's Got Talent, Piers Morgan, disse "Aquilo foi absolutamente fabuloso. Cantar daquela maneira sem fundo musical é impressionante."

### Redes sociais
Escrevendo para o The Guardian, Leigh Holmwood ressaltou que sites colaborativos como o YouTube e redes sociais como Facebook e Twitter foram fundamentais para disseminar a fama repentina de Susan. O seu vídeo mais popular no YouTube alcançou ao redor de 2,5 milhões de acessos nas primeiras 72 horas. No dia seguinte da apresentação, o vídeo do YouTube foi o artigo mais acompanhado no Digg. Ocorreu o mesmo no site de notícias colaborativas Reddit, com popularidade suficiente para alçar o vídeo ao topo dos mais acessados. Em uma semana, a audição foi vista mais de 66 milhões de vezes, compreendendo um novo recorde na web. Para o Los Angeles Times "sua popularidade no YouTube se deve em grande parte à presença de emoção num curto espaço de tempo, afirmando que esta combinação é perfeita para os padrões da Internet."
A popularidade de Susan também se espalhou por postagens feita no Twitter, incluindo incentivos do casal Ashton Kutcher e Demi Moore. Quando questionada sobre isto, Susan declarou nunca ter ouvido falar de Kutcher. Embora reconhecesse o nome "Demi Moore", Susan pouco sabia sobre ela, mas foi o suficiente para agradecer ao apoio feito pela dupla. Ao se estrear no programa Britain's Got Talent, ela disse que gostaria de ser uma cantora como Elaine Paige. Desde o episódio, Paige declarou interesse em formar um dueto com Susan.
Atualmente, sua audição foi assistida mais de 180 milhões de vezes, segundo o You Tube, o quinto vídeo mais assistido naquele ano.

### Presente 2012:Standing Ovation: The Greatest Songs from the Stage
Susan foi no estúdio de gravação para seu quarto álbum Standing Ovation: The Greatest Songs from the Stage. Ela começou a  ter aulas de piano enquanto ela planeja gravar o álbum. Um repórter disse ao The Sun "Susan ama o piano e sempre sonhou em ser capaz de atingir um padrão que lhe permitiria tocar no palco e em seus álbuns". [87] Em uma das músicas, ela colabora com Donny Osmond. [88]

## Análise social
A popularidade instantânea de Susan gerou uma série de comentários de por que a história se tornou tão abordada e o que isto significa, enquanto outros se prestaram a lecionar sobre os valores morais aí incluídos. Por exemplo, o jornalista Collette Douglas Home do The Herald descreveu o trajeto de Susan como uma parábola moderna da tendência das pessoas emitirem julgamentos errôneos, especialmente sobre atributos físicos. Como também, Lisa Schwarzbaum, em artigo do Entertainment Weekly, que observou a performance de Susan como representativa de uma vitória para a arte e o talento, postos em segundo plano dentro de uma cultura que se tornou obcecada pela aparência. Susan comentou sobre a reação das pessoas quando começou a cantar:
| “ | A sociedade moderna é rápida ao julgar as pessoas. Não há muito o que fazer sobre isto, é a maneira como pensam; o seu modo de ser. Mas talvez agora eles aprendam, ou reconheçam o exemplo. | ” |

| “ | No seu sucesso, nós percebemos uma fênix surgindo das cinzas da rejeição, tristeza e decepção. Nós vemos a bonança após a tempestade. Nós vemos a vitória da bondade sobre o mal, a renovação, a dedicação e perseverança como redentores. | ” |

Depois da apresentação, Amanda Holden, uma jurada relatou:
| “ | Eu estou tão chocada porque todos estavam contra você. Eu vejo que nós fomos cínicos, e você nos deu a maior lição que precisávamos. Só gostaria de dizer que foi um privilégio escutar você aqui. | ” |

Cameron Mackintosh, o produtor do musical Os Miseráveis, louvou a interpretação:
| “ | Tanto quanto os jurados e o auditório, eu fui maravilhado pelo choque emocional da apresentação de Susan em uma sublime "I Dreamed a Dream". Do ponto de vista artístico, essa foi uma das melhores versões que já escutei da música, grandiosa, enriquecedora. Espero que ela cante isso para a Rainha. | ” |

Em sequência do comentário de Amanda , Jeanne McManus escreveu no The Washington Post que, em programas de calouros como o Britain's Got Talent, o maior ingrediente de drama é o choque entre o ego inflamado de alguns candidatos e as opiniões do público. No caso de Susan, McManus acredita que sua inicial despretensão e aspecto desleixado levaram os presentes a "esperar que ela atuasse como um marreco". Porém, o Daily News expõe que essa dicotomia entre a baixa expectativa das pessoas e o desempenho vocal de Susan configuram um atrativo fenomenal para a televisão. O artigo continua dizendo que a ideia de um desconhecido ser ridicularizado e humilhado para depois se sobressair é um artifício comum na literatura e, por isso, quando o fato ocorre na realidade proporciona uma sensação indescritível.

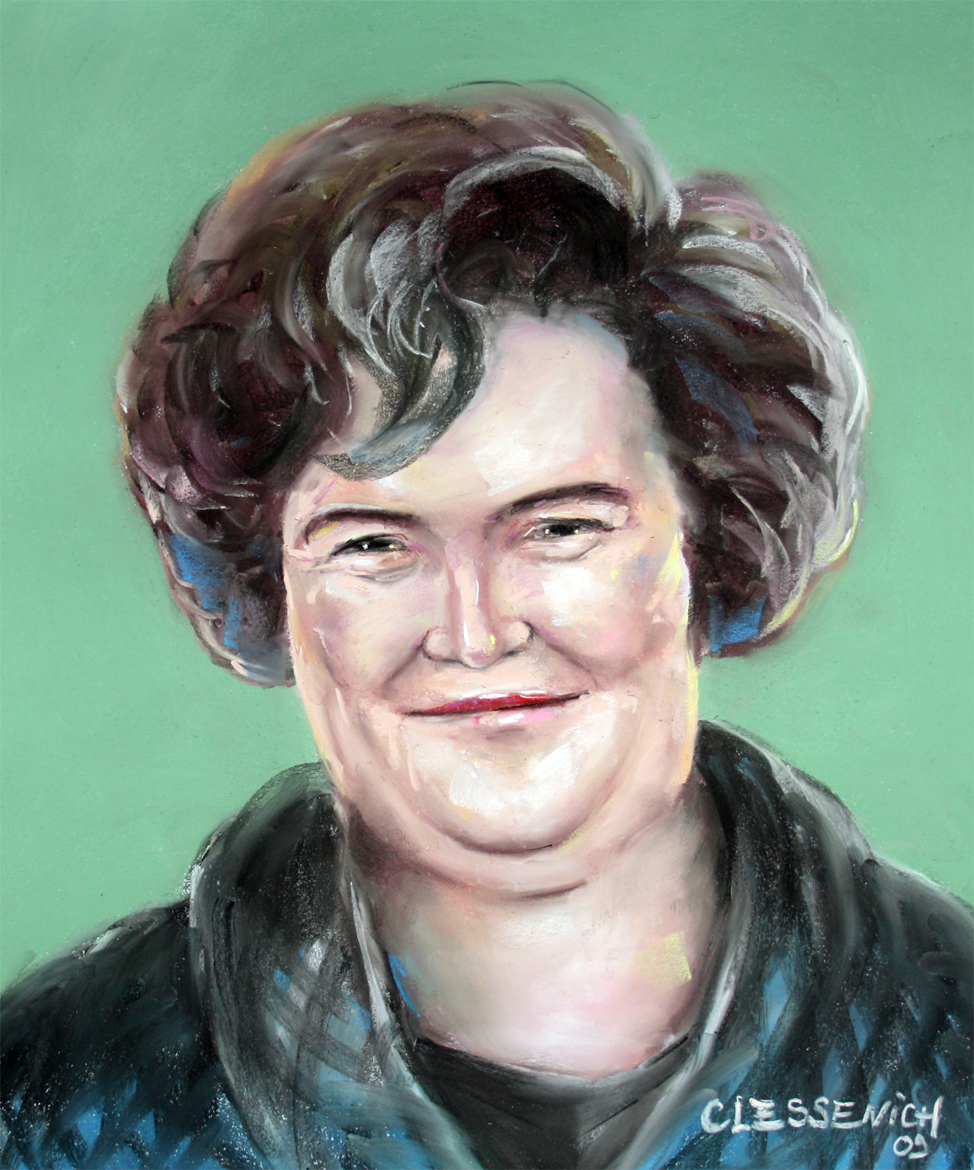
Representação gráfica de Susan feita por um fã britânico

De outro modo, embora a reação do auditório tenha sido surpreendente, o fato pode ter sido produzido. Mark Blankenship, do The Huffington Post, afirma que os produtores do programa conheciam o potencial particular da história de Susan, induzindo o programa a articular as filmagens de uma maneira a realçar a primeira impressão negativa sobre ela. E aponta, entretanto, que "fabricado como foi, a história é incontestavelmente inspiradora." O fato de Susan estar na faixa dos quarenta anos contribuiu para a dramatização. Em outro artigo do Huffington Post, Letty Cottin Pogrebin descreve que as pessoas "buscam recuperar os anos de talento desperdiçado", assumindo que a maior parte da vida de Susan se passou às escondidas e esse tempo não pode ser resgatado. A jornalista prossegue destacando a apresentação como o triunfo para uma "mulher de certa idade", percebendo o ocorrido como ilustrativo do sucesso perante uma cultura de jovens que isolam mulheres de meia-idade.
Tanya Gold publicou no The Guardian que a diferença entre a recepção hostil a Susan e outras impressões mais equilibrados na primeira apresentação, como sobre Paul Potts, refletem a expectativa da sociedade de que uma mulher deve ser bela e talentosa, não sendo o mesmo requisito para os homens. Já Mary Elizabeth Williams declarou no Salon.com que Susan fez lembrar as pessoas de que "nem todas as mulheres de quarenta anos são magras, produtos de plásticas", passando a afirmar que a fama repentina de Susan vem da habilidade de ressaltar isso a todos, que como nós ela é normal, tem seus defeitos e é frágil, suscetível à tristeza e preconceitos, mas que apesar de tudo insiste na busca pelos seus sonhos.
Vários meios de comunicação reconheceram o destacamento que a história sofreu, em especial nos EUA. O comentarista do The Scotsman, Craig Brown, citou um apresentador estadounidense que comparou a história de Susan ao "sonho americano", representado pela competência vencendo a adversidade. O Associated Press descreveu o episódio como "luta contínua" de acordo com aquele simples modo de vida, rejeitado por quem convive com as facilidades das metrópoles. Assim, David Usborne, através do The Independent, escreveu que os EUA são um país que corresponde ao "conto de fadas em que o desagradável se torna belo", desde Shrek até My Fair Lady." O jurado do Britain's Got Talent Piers Morgan, comentou o desfecho que a história vem tendo especialmente nos EUA, afirmando que lá "o povo consegue realmente se emocionar com este tipo de coisa", e comparando a ascensão de Susan da pobreza à fama com o filme do histórico boxeador Rocky Balboa.

## Prêmios e indicações
Susan obteve duas indicações ao Grammy Awards. Em 2010 por melhor canção pop vocal tradicional por I Dreamed a Dream e em 2012 por melhor canção pop vocal tradicional por The Gift (álbum de Susan Boyle).

## Discografia
| Título                                              | Detalhes                                                                                       | Posições | Posições | Posições | Posições | Posições | Posições | Certificação                                                                               | Vendas                                     |
| Título                                              | Detalhes                                                                                       | UK       | IRL      | SUI      | HOL      | BEL      | EUA      | Certificação                                                                               | Vendas                                     |
| --------------------------------------------------- | ---------------------------------------------------------------------------------------------- | -------- | -------- | -------- | -------- | -------- | -------- | ------------------------------------------------------------------------------------------ | ------------------------------------------ |
| I Dreamed a Dream                                   | - Lançado: 23 de Novembro de 2009 - Gravadora: Sony Music - Formato: CD, digital download      | 1        | 1        | 1        | 1        | 1        | 1        | - UK: 7× Platina - EUA: 4× Platina - CAN: 5× Platina - NZL: 11× Platina - AUS: 10× Platina | - : 10.000.000 - : 3.900.000 - : 1.882.892 |
| The Gift                                            | - Lançado: 8 de Novembro de 2010 - Gravadora: Syco/Columbia - Formato: CD, digital download    | 1        | 4        | 19       | 1        | 2        | 1        | - UK: 2× Platina - EUA: 3× Platina - CAN: 2× Platina                                       | - : 7.000.000 - : 2.123.000 - : 583.390    |
| Someone To Watch Over Me                            | - Lançado: 1 de Novembro de 2011 - Gravadora: Syco/Columbia - Formato: CD, digital download    | 1        | 11       | 47       | 18       | 31       | 4        | - NZL: Platina - AUS: 2× Platina - EUA: Ouro                                               | - : 3.000.000 - : 700.000 - : 200.000      |
| Standing Ovation: The Greatest Songs from the Stage | - Lançado: 13 de Novembro de 2012 - Gravadora: Syco/Columbia - Formato: CD, digital download   | 7        | 19       | —        | 11       | 18       | 12       | - UK: Ouro - NZL: Platina - AUS: Platina                                                   | - : 1.500.000 - : 250.000 - : 175.488      |
| Home for Christmas                                  | - Lançado: 25 de Outubro de 2013 - Gravadora: Syco/Sony Music - Formato: CD, digital download  | 9        | 20       | —        | 12       | 36       | 17       | - UK: Ouro - NZL: Platina                                                                  | - : 1.000.000 - : 208.000 - : 122.488      |
| Hope                                                | - Lançado: 21 de Outubro de 2014 - Gravadora: Syco/Sony Music - Formato: CD, digital download  | 13       | —        | —        | —        | —        | 16       | - UK: Prata - NZL: Ouro                                                                    | - : 115.000 - : 80.000                     |
| A Wonderful World                                   | - Lançado: 25 de Novembro de 2016 - Gravadora: Syco/Sony Music - Formato: CD, digital download | 22       | 35       | —        | —        | 92       | 150      | - UK: Prata                                                                                | - : 15.000 - : 60.000                      |